# Moses F. Odell
Moses Fowler Odell (ur. 24 lutego 1818 w Tarrytown, zm. 13 czerwca 1866 w Brooklynie) – amerykański polityk, członek Partii Demokratycznej.

## Działalność polityczna
W okresie od 4 marca 1861 do 3 marca 1863 przez jedną kadencję był przedstawicielem 2. okręgu, a od 4 marca 1863 do 3 marca 1865 przez jedną kadencję przedstawicielem 3. okręgu wyborczego w stanie Nowy Jork w Izbie Reprezentantów Stanów Zjednoczonych.